# دار العفاس

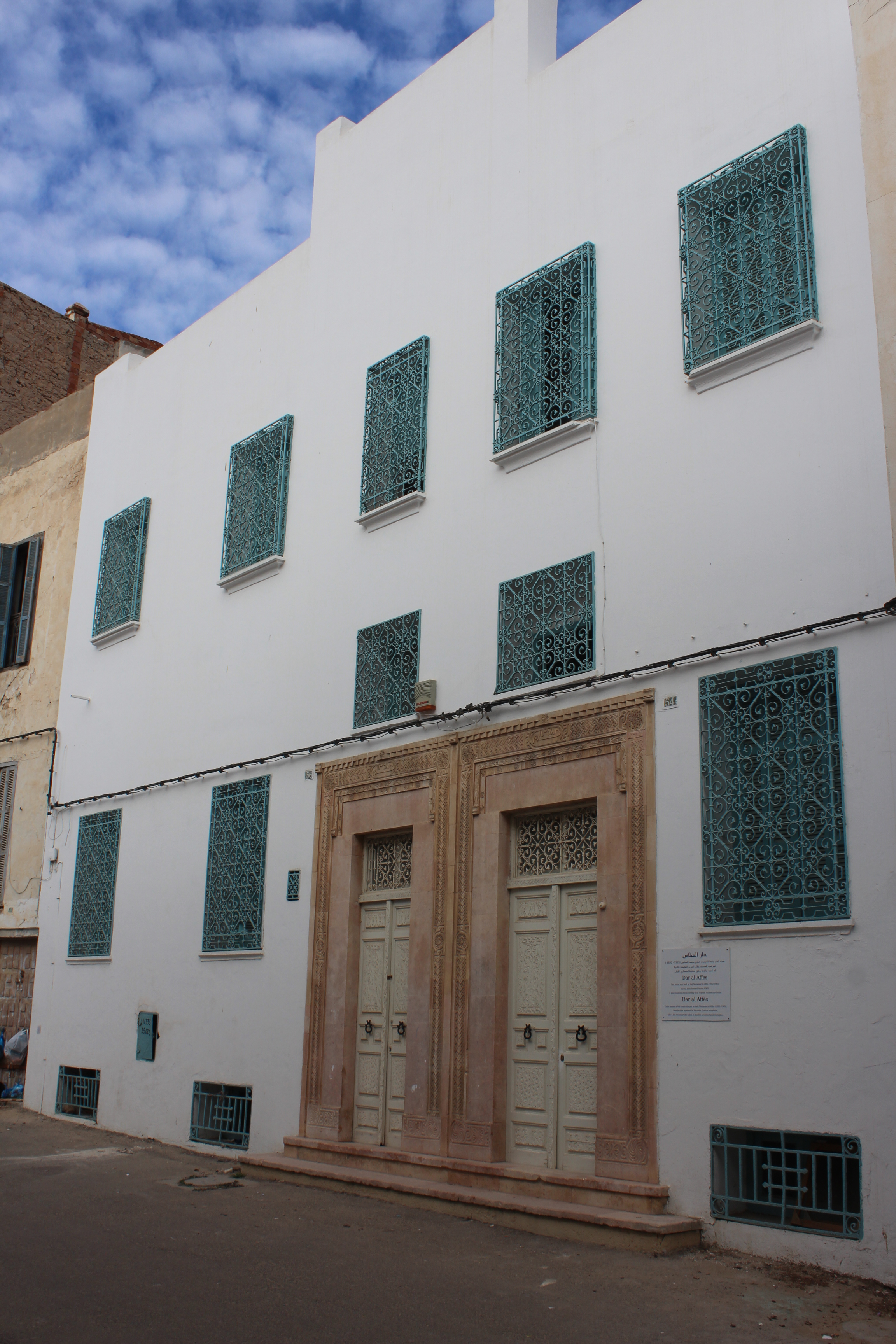
واجهة دار العفاس المطلة على نهج القصبة

دار العفاس واحدة من منازل المدينة العتبقة في صفاقس التقليدية الشهيرة.

## تاريخها

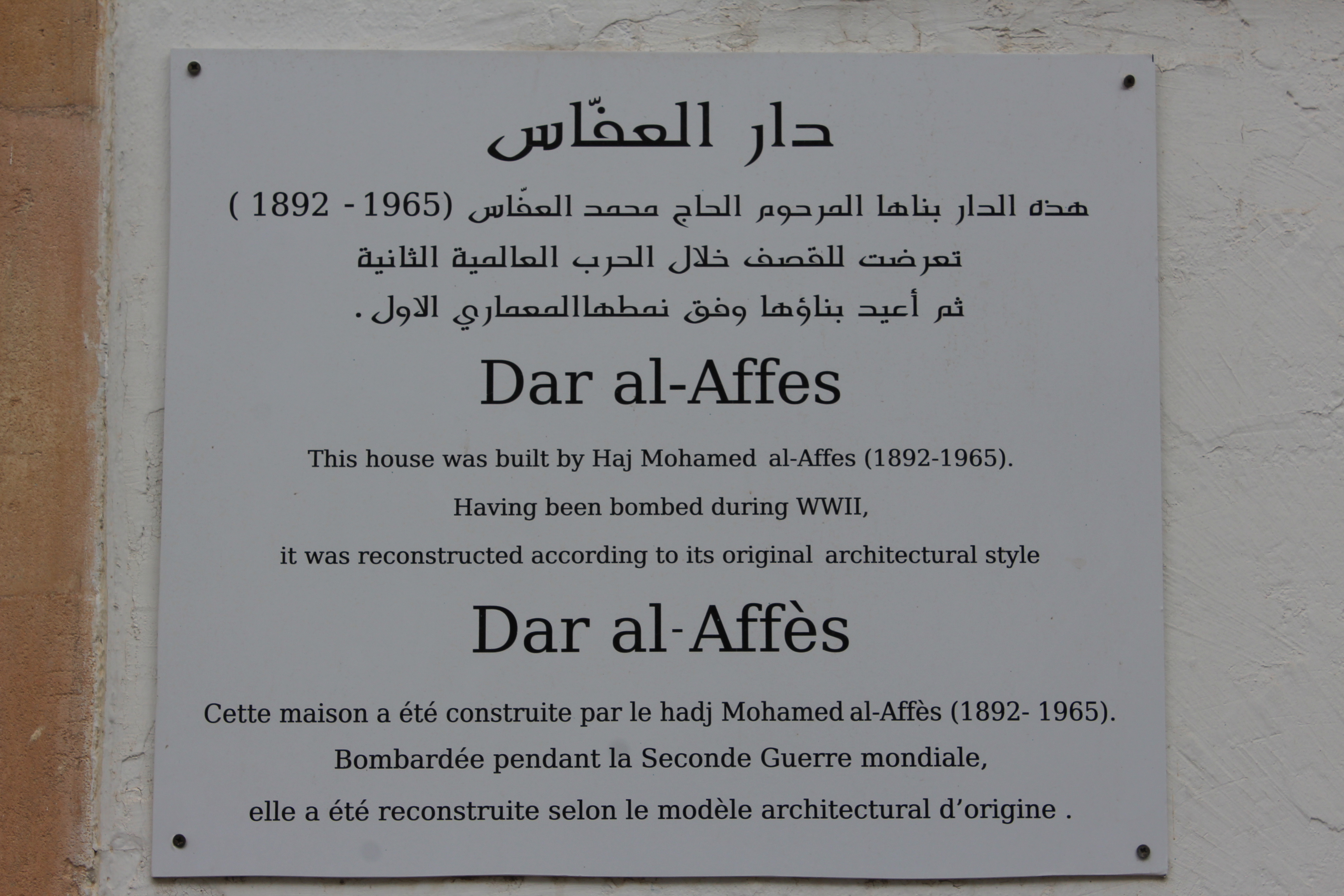
اللوحة التذكارية

حسب اللوحة الرخامية التذكارية الموجودة بباب الدار، فإنها بنيت سنة 1368 هجري على يد الحاج محمد العفاس الذي عاش فيما بين سنتي 1965 و 1892 ميلادي. إلا أنها ومثل العديد من المعالم التاريخية الأخرى، فقد تدمرت بصفة كبيرة خلال عمليات قصف الحرب العالمية الثانية. و لحسن الحظ، فقد شهدت الدار عملية بناء ثانية أعادت لها شكلها الهندسي الأصلي.
سنة 2016، وضمن مشاريع تظاهرة "صفاقس عاصمة الثقافة العربية"، تم تحويل دار العفاس إلى دارشعر وفضاء ثقافي تنسط فيه الجمعيات المختصة.

## موقعها
توجد دار العفاس بنهج القصبة بالجزء الجنوب غربي للمدينة قرب باب القصبة والمدرسة العباسية.

## معرض صور

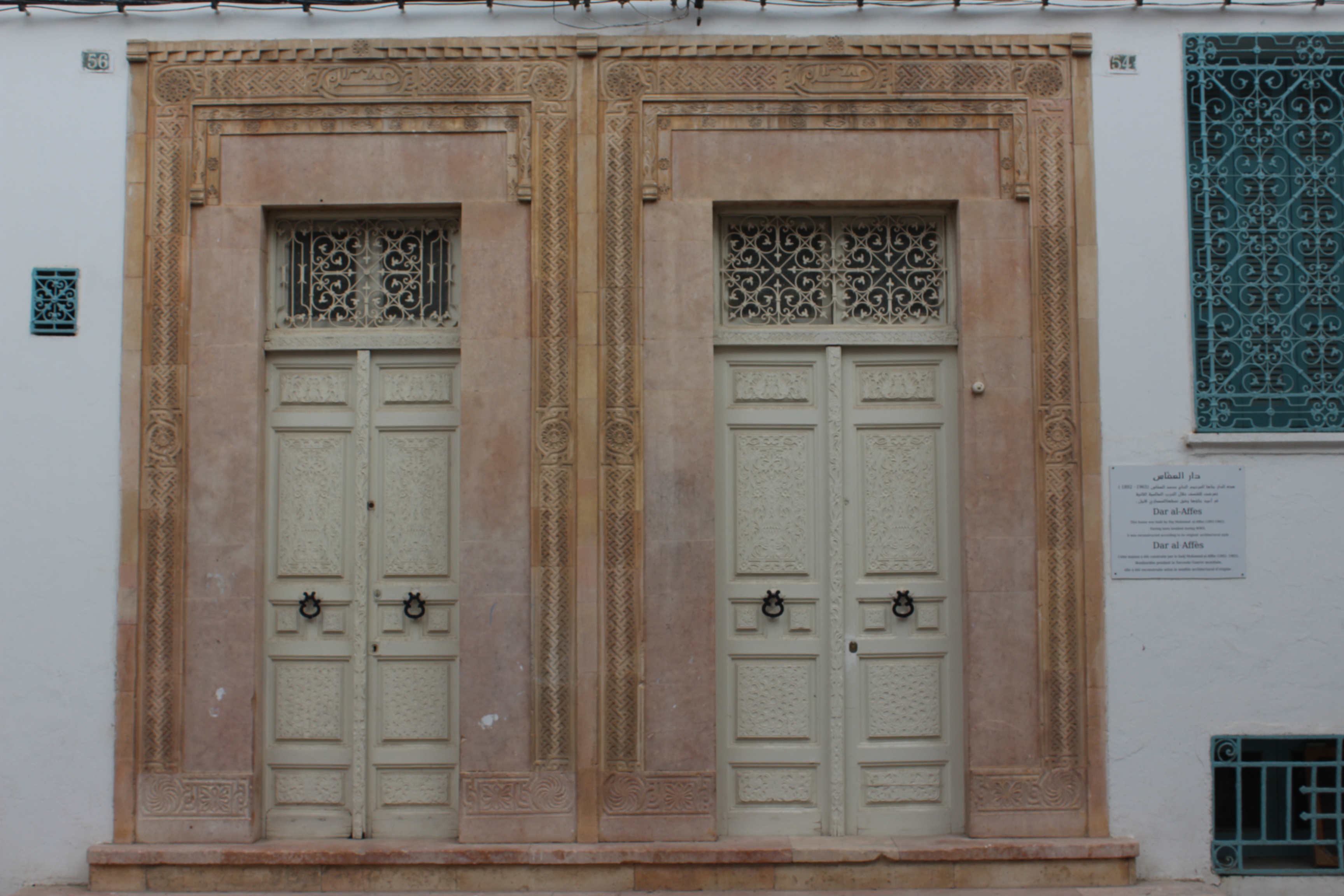
مدخل الدار
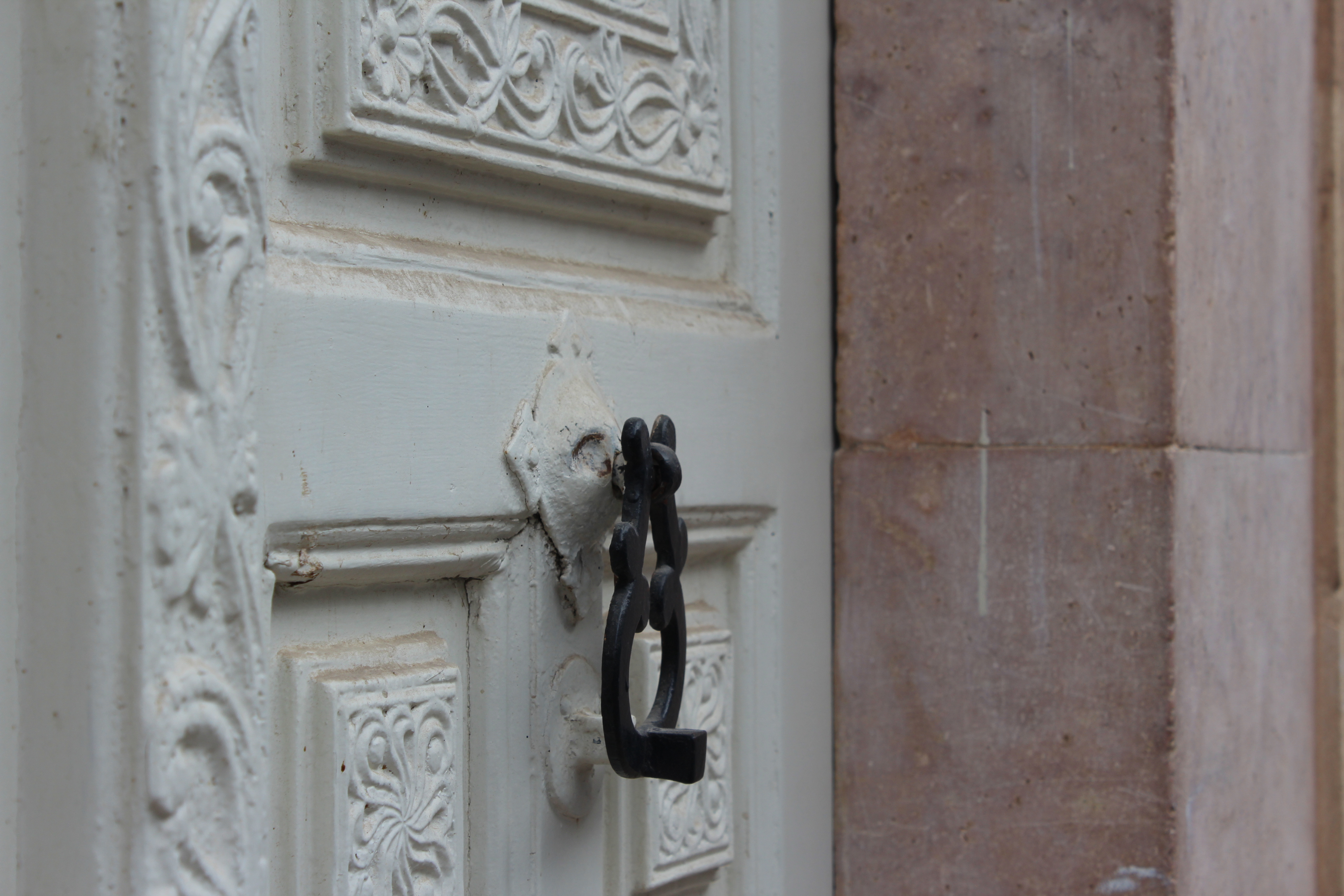
تفاصيل زينة الدار
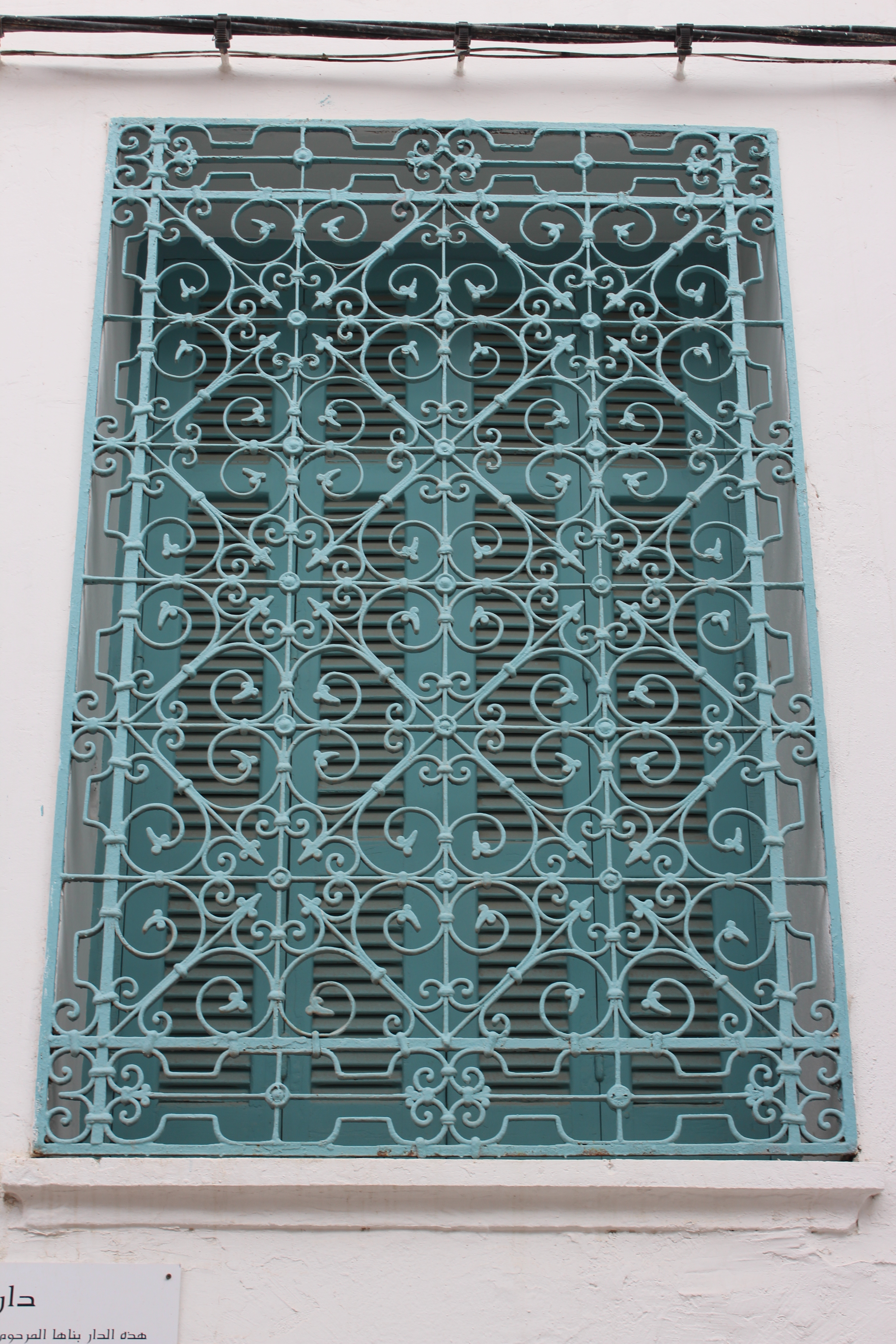
شباك الدار
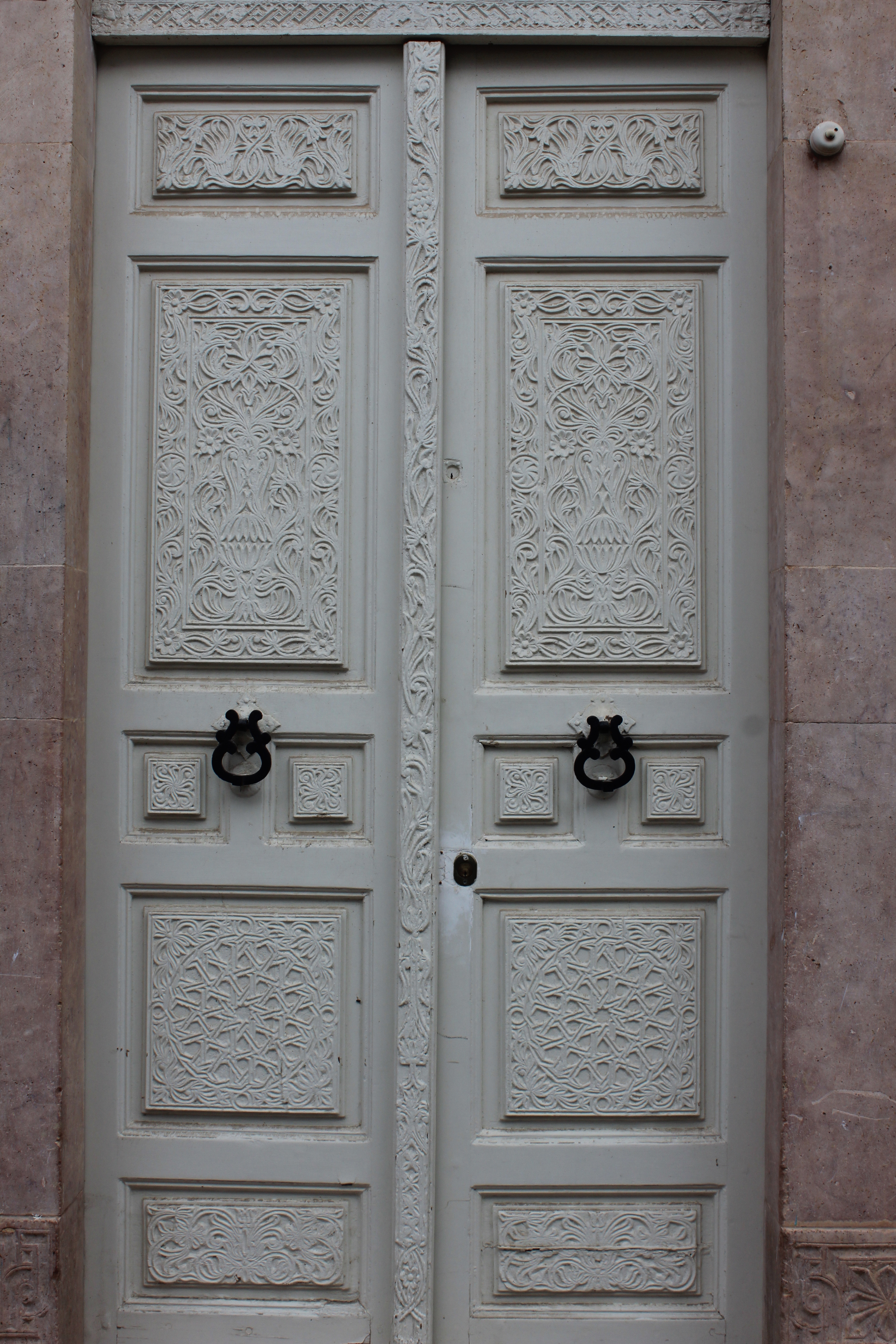
زركشة الباب
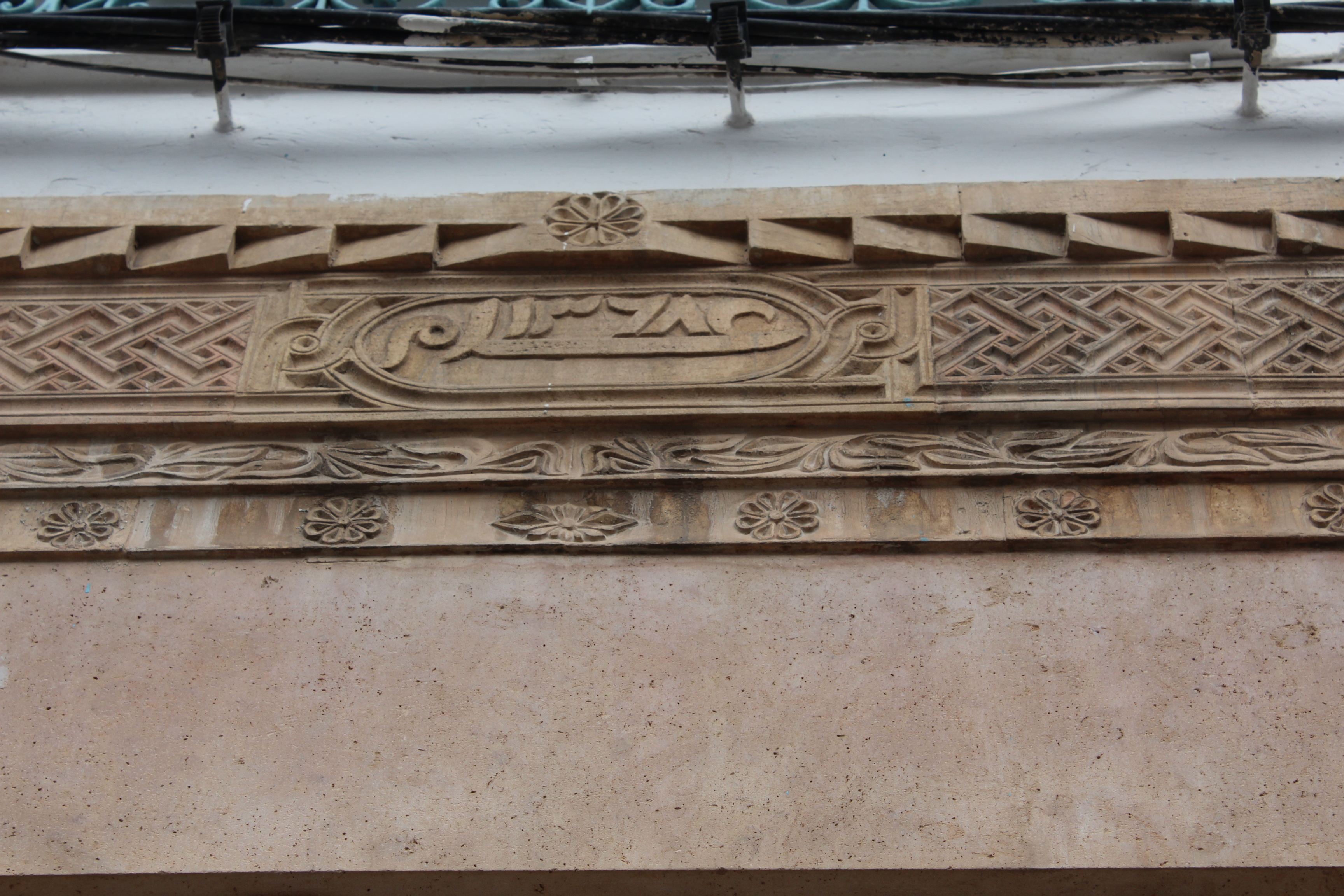
نقش رخامي في المدخل يدل على سنة بناء الدار

## روابط خارجية
- دار العفاس: صور من موقع باب الجبلي